# توري دي نيغري (بافيا)
توري دي نيغري (بالإيطالية: Torre de' Negri)‏ هي بلدة تقع في مقاطعة بافيا بإقليم لومبارديا في شمال إيطاليا. تبلغ مساحة هذه المدينة 4.1 (كم²)، وترتفع عن سطح البحر 73 م، بلغ عدد سكانها 342 نسمة في عام 2004 حسب إحصاء المعهد الوطني للإحصاء.

## السكان
في سنة 1861 بلغ عدد السكان 402 نسمة، وتطور العدد ليصل في سنة 2011 لـ 347 نسمة.
يظهر هذا المخطط البياني تطور النمو السكاني لـ توري دي نيغري (بافيا)